# DELUHISM:X
『DELUHISM:X』（デルヒズム・ディケイド）は、DELUHIの3枚目のベスト・アルバム。2018年12月19日にBRAVEMAN RECORDSよりリリース。

## 概要
結成10周年を記念しリリースされたベストアルバム。アニヴァーサリーとして発売されたため、オリジナル音源を尊重しリミックスはされておらず、リマスタリングのみ施されている。
収録曲には「VISVASRIT」「MAHADEVA」「JAGANNATH」の初期三部作を中心に、選曲された14曲と未発表曲を加えた全15曲を収録。「Baby play」「HYBRID TRUTH」「Rebel:Sicks, Shadow:Six」の3曲のみ、既発のベスト『VANDALISM［Σ］』と被っているが、こちらはシングル版と異なる。
未発表曲については、『解散時（2011年8月）に制作途中のまま幻となってしまった“DELUHI最後の曲”。』とアナウンスされている。
また、限定復活ライブも発表され、2019年の4月12日にマイナビBLITZ赤坂、4月19日にTSUTAYA O-EASTで行った。

## 収録曲
1. Overture -Yggdalive-
2. Rebel:Sicks, Shadow:Six
3. flow snow
4. WAKE UP!
5. NO SALVATION
6. リヴィングデッド
7. Freedom
8. Ivory and Irony
9. Remember the rain
10. F.T.O
11. Baby play
12. HYBRID TRUTH
13. CODA(未発表曲)
14. Orion once again -09 remix-
15. Freedom -09 remix-